# Stiggy Hodgson
Stiggy Hodgson (12 augustus 1990) is een golfer uit Engeland. Zijn officiële voornaam is Eamonn.

## Stiggy
Zijn bijnaam kreeg hij al op tweejarige leeftijd. Hij vergezelde zijn vader om huisvuil weg te brengen en viel in de afvalstortplaats. Dat deed zijn vader denken aan een oude cartoon "Stig of the Dump" en sindsdien noemde hij zijn zoontje Stiggy. In die stortplaats vond Stiggy een onderste helft van een golfclub, een ouderwetse 'mashie niblick'. Het werd zijn favoriete speelgoed. Hij won zijn eerste toernooi toen hij vier jaar was.
Op 9-jarige leeftijd werd hij wereldkampioen voor spelers tot 10 jaar. Toen hij elf jaar was had hij handicap 8.

Op 12-jarige leeftijd werd Stiggy lid van de Sunningdale Golf Club waar hij twee jaar later scratch speelde. Voor zijn vijftiende verjaardag had hij een plus-handicap.
Stiggy is ongeveer net zo klein als Ian Woosnam. Door gebrek aan lengte zal hij geen long-hitter worden, dus hij concentreert zich op zijn korte spel, hetgeen zeker zijn vruchten heeft afgeworpen. 

## Amateur
Stiggy heeft jarenlang in het nationale team gespeeld, eerst als junior, later bij de heren.

In 2008 won hij de Peter McEvoy Trophy waardoor hij ook in het team van de Walker Cup van 2009 werd opgenomen. Deze werd Merion Golf Club in Pennsylvania gespeeld en door de Amerikanen gewonnen. In november 2008 won hij met een score van -12 (69-68-67) opnieuw het jeugdkampioenschap in Abu Dhabi, ditmaal door Tommy Fleetwood op de tweede play-off hole met een birdie te verslaan. Beide jongens hadden twaalf slagen voorsprong op de rest van het spelersveld.

### Gewonnen
O.a.
- 1998: IAPS Northern Junior Golf Championships Under 11's op de Stonyhurst Golf Club
- 2007: Junior Golf Championship
- 2008: Peter McEvoy Trophy, Junior Golf Championship
- 2011: Spaans Amateur

### Teams
- Jacques Leglise Trophy: 2007
- Europees Landen Team Kampioenschap: 2008 op de Golf & Country Club Bled in Slovenië
- Walker Cup: 2009, 2011

## Professional
Stiggy wilde professional worden maar twijfelde over de beste datum. Na de Walker Cup van 2011 heeft hij de grote stap genomen. Hij speelde in 2012 op de Europese Challenge Tour.
Zijn eerste overwinning was in 2014 op de PGA EuroPro Tour, waar hij na een laatste ronde van 63 in een play-off tegen Luke Joy  en Elliot Saltman kwam. Hij won met een birdie op de eerste hole.

### Gewonnen
EuroPro Tour
- 2014: HotelPlanner.com Championship op de Cumberwell Park Golf Club